# Rue Paul-Dupuy
La rue Paul-Dupuy est une voie du 16e arrondissement de Paris, en France.

## Situation et accès
La rue Paul-Dupuy est une voie privée située dans le 16e arrondissement de Paris. Elle débute au 20, rue Félicien-David et se termine en impasse.

## Origine du nom

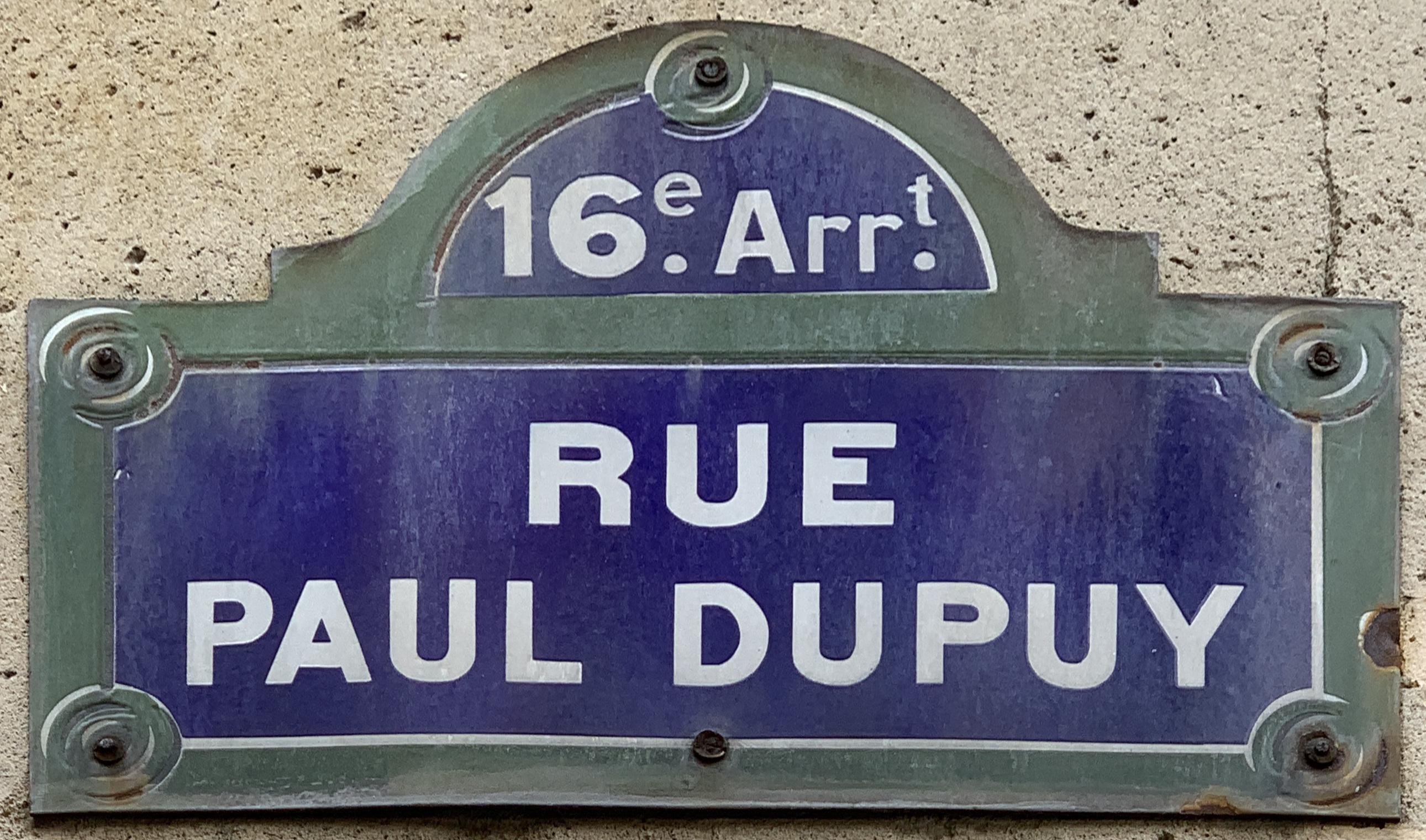
Plaque de la rue.

Elle porte le nom de Paul Dupuy, homme politique, directeur du quotidien Le Petit Parisien et propriétaire des terrains sur lesquels elle a été ouverte.

## Historique
Cette voie a été ouverte sous sa dénomination actuelle par un arrêté du 2 mars 1934.